# Tännichtberg
Tännichtberg (česky doslovně Jedlinový vrch) je vrch o nadmořské výšce 461 m na území hornolužické obce Sohland an der Spree v zemském okrese Budyšín v Sasku.

## Charakteristika
Vrch leží v německé části Šluknovské pahorkatiny (Lausitzer Bergland) a její mesogeochoře Východní hornolužická vrchovina (Östliches Oberlausitzer Bergland). Na jihu na něj navazuje Liščí vrch (480 m) a na jihovýchodě Friedrich-August-Höhe (469 m). Geologické podloží tvoří ve vrcholové části dvojslídý granodiorit, na části svahů je pak zastoupen lužický granodiorit a také žíla doleritu. Převažujícím půdním typem je podzolová kambizem, kterou doplňuje pseudoglej až glej. Na jihovýchodním svahu pramení potok Pilzdörfler Bach. Celý vrch tak náleží k povodí Sprévy a Labe a k úmoří Severního moře. Převážná většina vrchu je zalesněná jehličnatým lesem. Pickaer Berg leží v chráněné krajinné oblasti Oberlausitzer Bergland.
Přes jihozápadní svah prochází česko-německá státní hranice, po které vede modrá turistická stezka. Po západním svahu prochází historická cesta zvaná Kostelní stezka (Kirchsteig), která sloužila obyvatelům Wehrsdorfu k návštěvám bohoslužeb v lipovském kostele svatých Šimona a Judy. Na české straně je značena zeleně, na německé červeně. Na jihovýchodním svahu se nachází zimní sportovní areál vybudovaný v 70. letech 20. století, jehož součástí je sjezdovka a dva skokanské můstky.